# Amedeo Modigliani
Amedeo Clemente Modigliani, född 12 juli 1884 i Livorno, död 24 januari 1920 i Paris, var en italiensk målare, skulptör och tecknare.

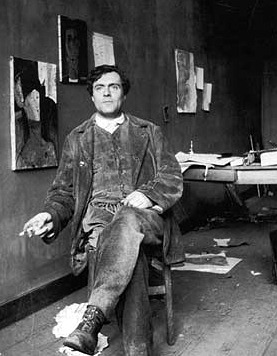
Amedeo Modigliani i sin studio på Rue de la Grande-Chaumière i Montparnasse.

## Biografi

### Bakgrund
Amedeo Modigliani växte upp i en sefardisk-judisk familj, som fjärde barnet till Flaminio Modigliani och hans franskfödda hustru Eugénie Garsin. 1895 drabbades han av lungsäcksinflammation och några år senare insjuknade han i tyfus åtföljd av lungkomplikationer. Under sin konvalescens bestämde han sig för att börja måla, och hans mor ordnade så att han kunde studera för landskapsmålaren Guglielmo Micheli i Livorno.
Modigliani studerade sedan vid konstakademierna i Venedig och Florens och anlände 1906 till Paris.

### Konstnärskarriär
Utan att ansluta sig till någon viss grupp eller rörelse tog Modigliani det han ville från Toulouse-Lautrecs och Cézannes målningar, den afrikanska skulpturen, fauvisterna, kubismen och andra experimentella målningar av Picasso och Braque. Desto mer avgörande var mötet med den rumänske skulptören Constantin Brâncuși; mellan 1910 och 1913 lade han all sin energi på skulpterandet.
Myten om Modigliani som en "Montparnasseexcentriker" – stilig, fattig, stolt och drogad eller berusad – skapades av hans författarvänner, särskilt efter hans bortgång vid 35 års ålder. Myten glömmer hans intensiva koncentration på sitt måleri under de sista åren av hans liv.
När Modigliani, redan försvagad av sjukdom, tvingades sluta på grund av att mejseldammet trängde ner i lungorna, utnyttjade han många av skulpturens effekter i sina porträtt och nakenstudier, framför allt det karakteristiskt förlängda huvudet, den långa, upphöjda näsryggen och den långa halsen.
I juli 1917 mötte han kvinnan i sitt liv, den unga konststuderande Jeanne Hébuterne (född 6 april 1898). De flyttade samman, och 29 november 1918 föddes dottern Jeanne.

### Sista tid
I januari 1920 insjuknade Modigliani i njurinflammation och tuberkulös meningit. Han blev inlagd på Hôpital de la Charité i Paris, där han avled natten mellan den 24 och 25 januari 1920. Ett par dagar senare begick Jeanne (som var gravid i nionde månaden) självmord genom att kasta sig ut från ett fönster på sjätte våningen.
Modigliani är begravd på Père-Lachaise i Paris, där också Jeanne Hébuterne vilar.

## Eftermäle
Modiglianis och Hébuternes dotter Jeanne Modigliani (1918-1984) togs om hand av sin farmor och faster i Livorno. Som vuxen och som utbildad konsthistoriker skrev hon en bok om sin far – Modigliani senza leggenda (1958).
Det har också gjorts filmer om hans liv, Montparnasse 19 (1957) med Gérard Philipe i huvudrollen och Modigliani (2004) med Andy García.
Modigliani är representerad vid bland annat Göteborgs konstmuseum och Göteborgs universitetsbibliotek.

## Nazityskland
I augusti 1937 beslagtog propagandaministeriet vad som fanns av Modigliani på tyska museer, därför att det klassades som entartete Kunst. Det var ett grafiskt blad på det statliga museet i Saarbrücken och en tuschteckning på ett museum i Hamburg. Samlaren Emanuel Fohn bytte till sig bägge ur det statliga lagret i Berlin 1939 och avyttrade dem sedan i sin tur. En målning av Jeanne Hébuterne som visades på det prestigefyllda Kronprinzenpalais i Berlin auktionerades ut i Luzern på uppdrag av tyska staten 1939. 

## La Femme à l'éventail
Verket La Femme à l'éventail (fr) stals och ska ha blivit slängt i en sopcontainer i samband med en konstkupp mot Musée d'Art Moderne i Paris 2010.

## Galleri

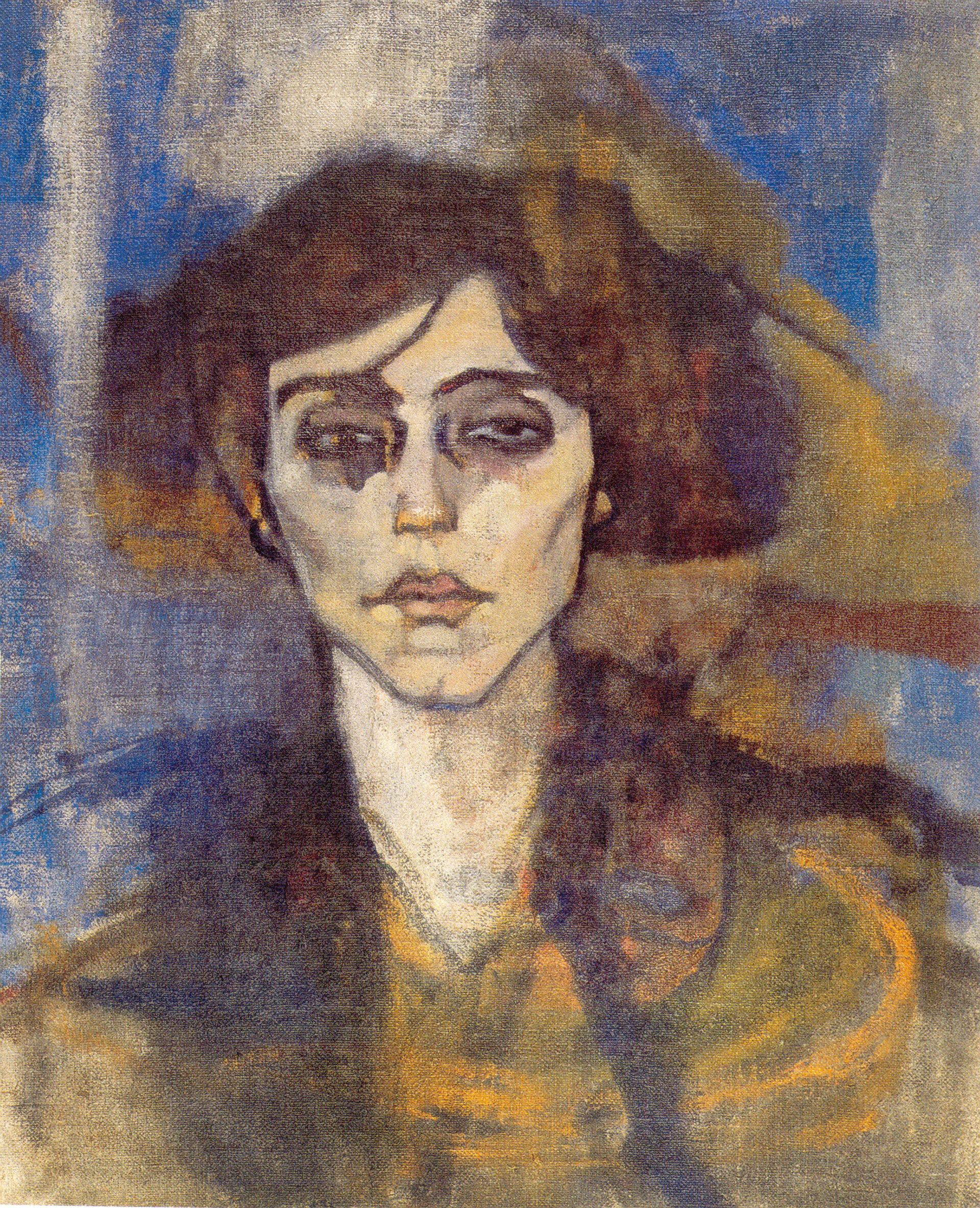
Maude Abrantes (1908), olja på duk, 80,6 x 50.1 cm, Hecht Museum i Haifa.
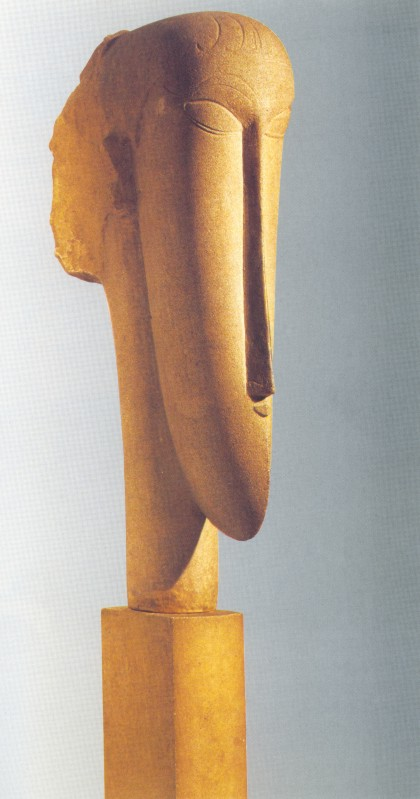
Kvinnohuvud (1911-1912), skulptur, Tate.
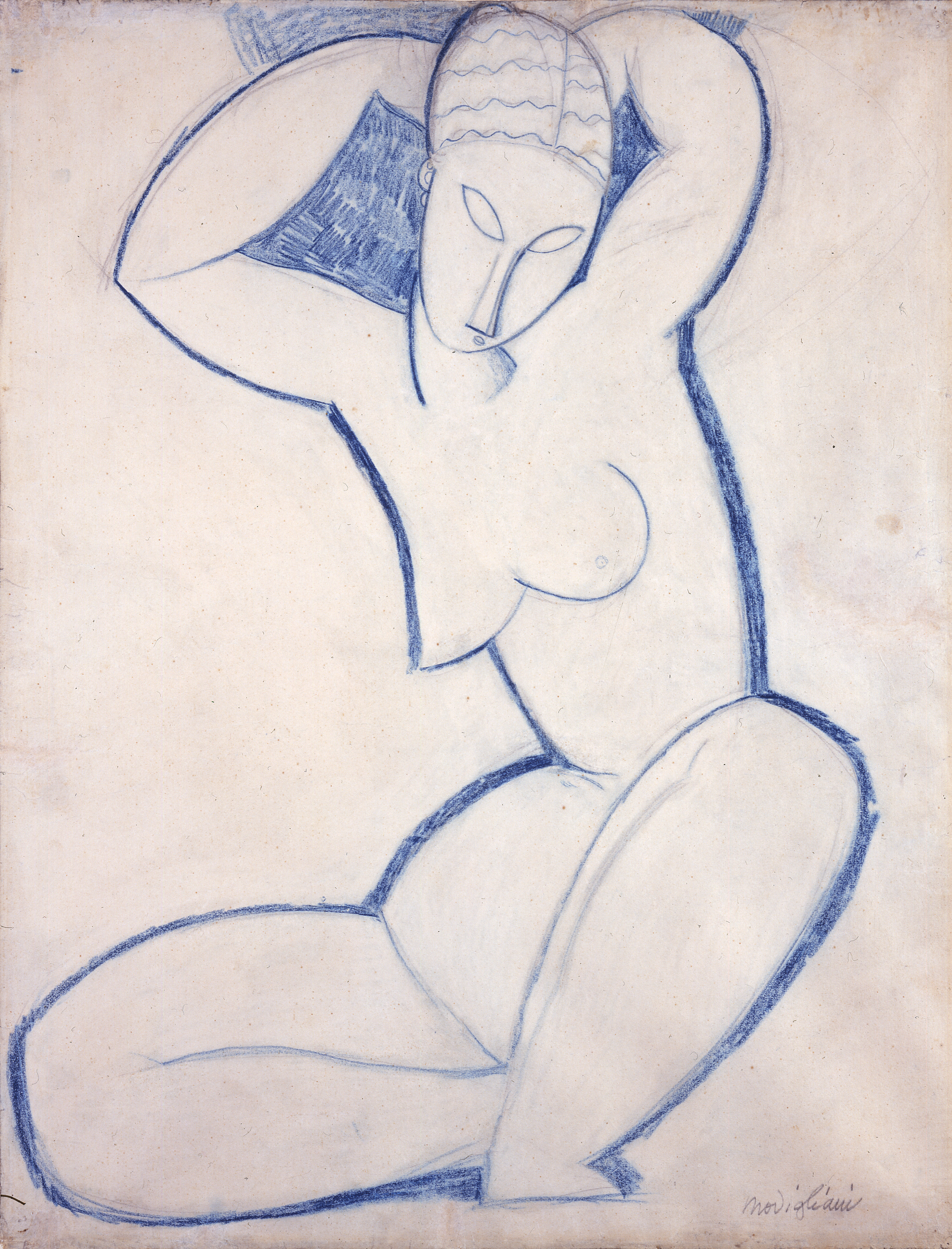
Karyatid (ca 1913–1914)
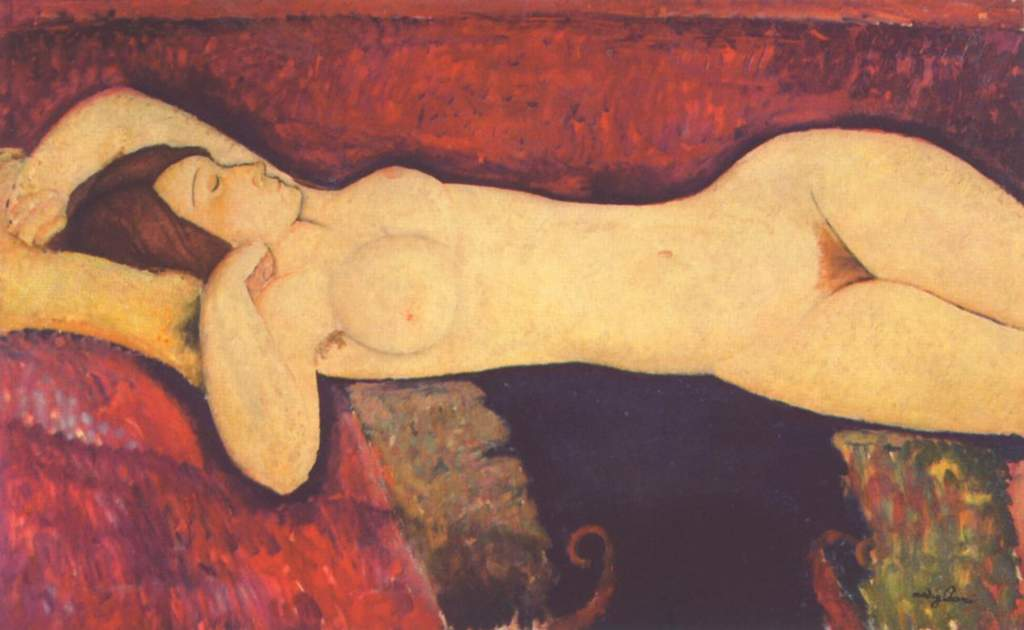
Le Grand Nu (1917), olja på duk, 73 x 116 cm, Museum of Modern Art.
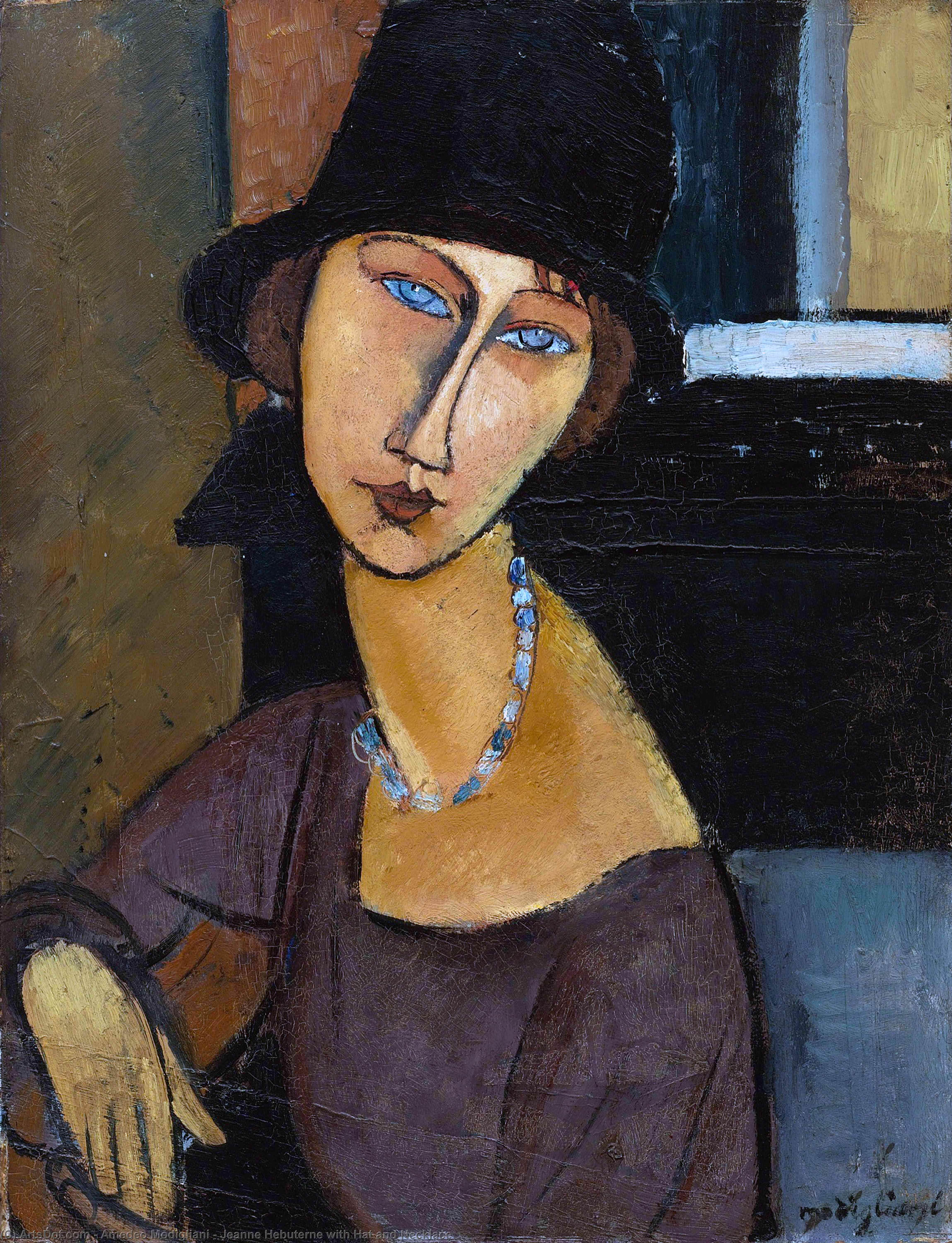
Jeanne Hébuterne med hatt och halsband (1917)
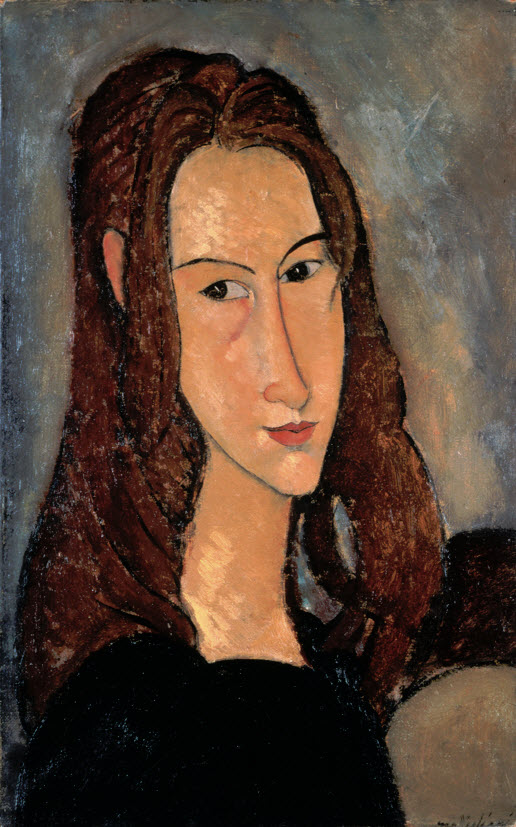
Porträtt av Jeanne Hébuterne (1918)

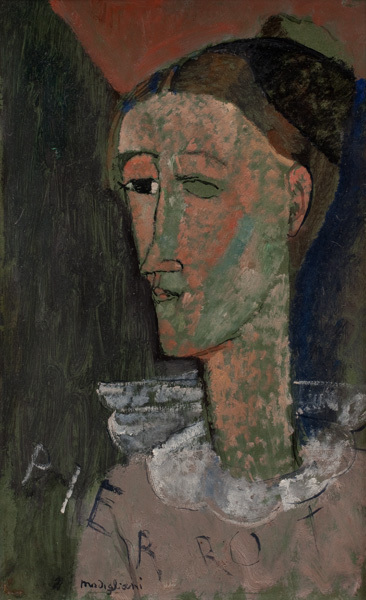
Självporträtt som Pierrot (1915), Statens Museum for Kunst
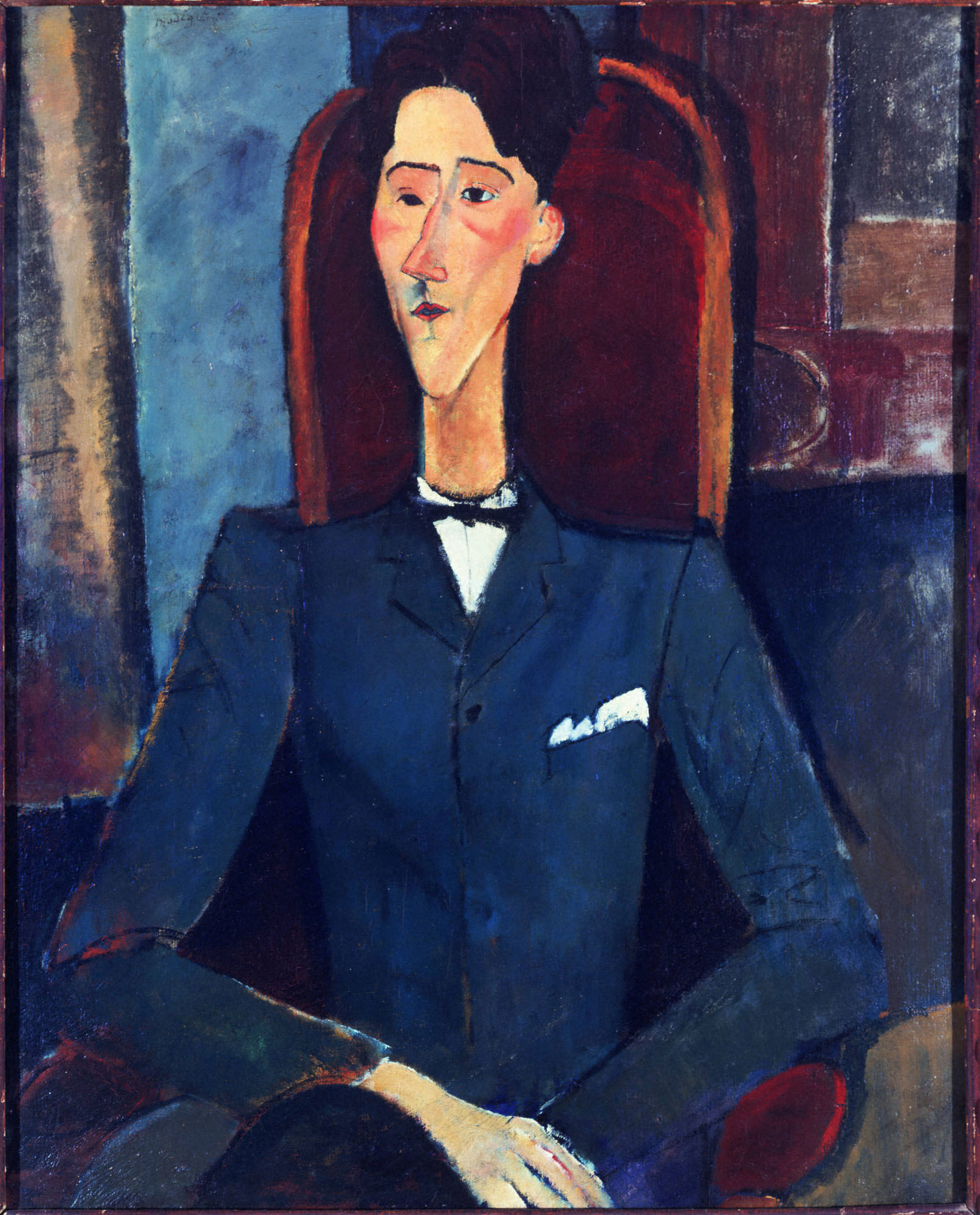
Jean Cocteau (1916)
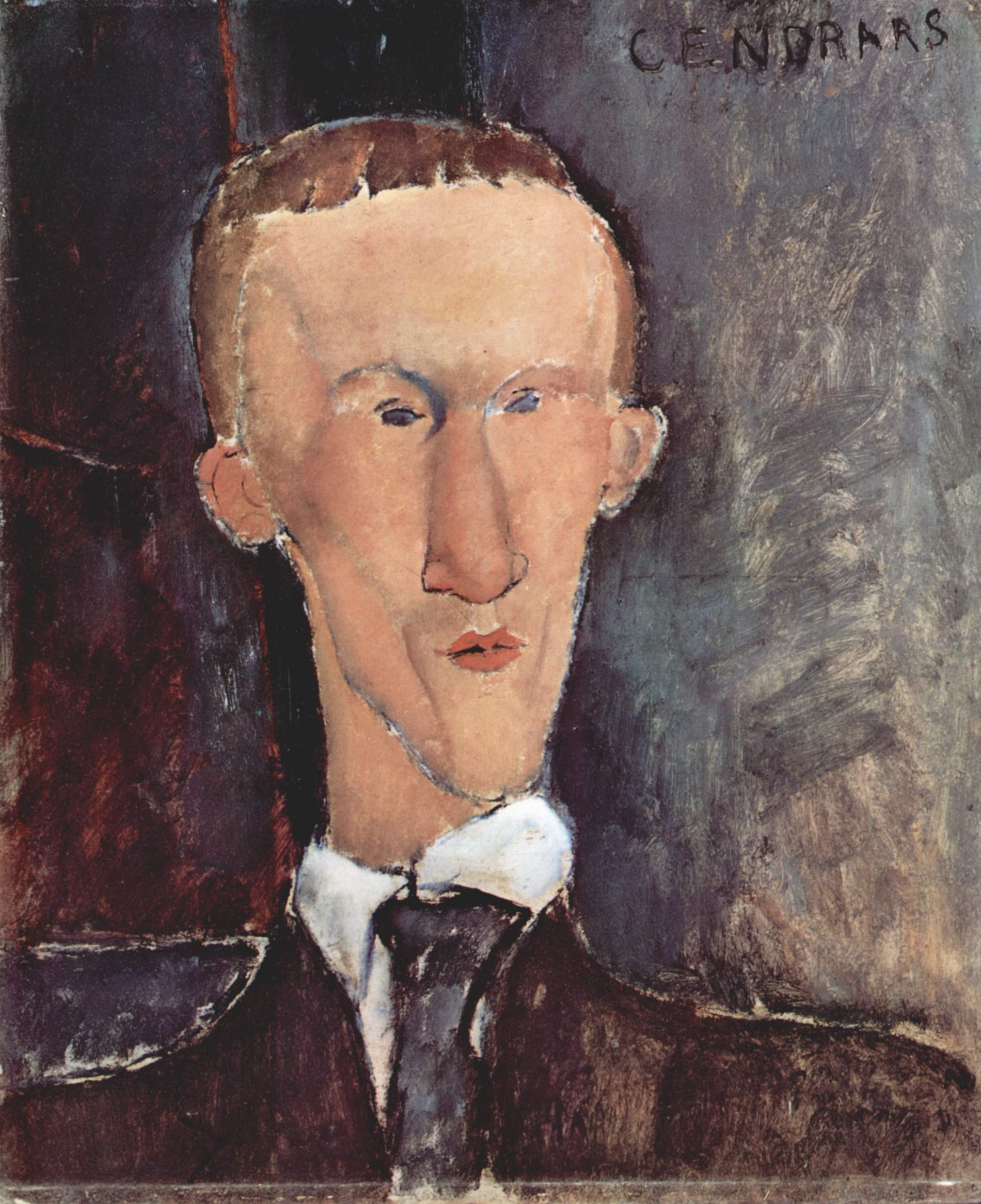
Blaise Cendrars (1917), olja på pannå, 61 x 50 cm.
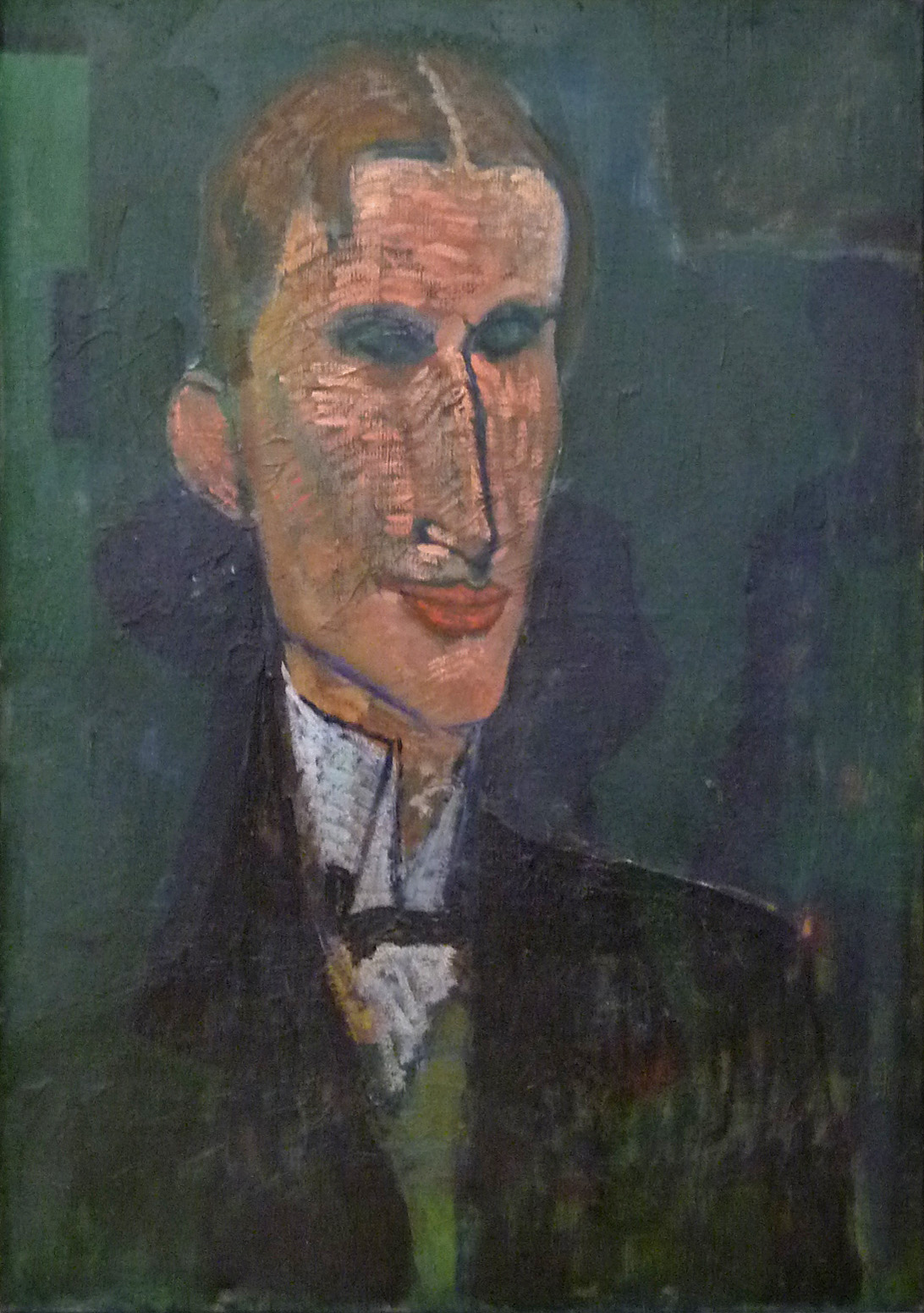
Viking Eggeling 1918.